# Carvylacetaat
Carvylacetaat is de azijnzure ester van carveol. Het is een verbinding die als aromastof mag gebruikt worden in voeding en dranken. Ze heeft een zoete groenemuntgeur en -smaak.
Carveol en carvylacetaat zijn componenten van de etherische olie van groene munt. Ze worden ook synthetisch bereid uitgaande van carvon: carveol door reductie van carvon of door microbiële oxidatie van limoneen; carvylacetaat door verestering van carveol met azijnzuur.